# Bomiwô
Le bomiwô est un plat typiquement béninois. Il se cuisine exactement comme le Amiwo. Mais n'a pas une teinte rouge à l'origine. C'est un plat traditionnel qui à une connotation particulière chez les Fon. En effet, en langue fongbé,  le  bomiwô veut dire : la Pâte de gris-gris. Selon la légende, la consommation de cette pâte était exclusivement réservée aux ancêtres donc aux fétiches. Ce qui lui confère un caractère aussi traditionnel qu'original dans la culture Fon. De nos jours, ce plat se mange en famille et surtout lors des fêtes de réjouissance populaire. C'est un plat qui se consomme beaucoup plus dans le sud du pays,,,,.

## Pages connexes
Amiwô